# Катаріна Вітт
Катаріна Вітт (нім. Katarina Witt) — німецька фігуристка, акторка, телекоментатор, підприємець, восьмиразова чемпіонка НДР, шестиразова чемпіонка Європи, чотириразова чемпіонка світу та володарка двох золотих олімпійських нагород (Сараєво 1984 і Калгарі 1988). Після перемоги на Олімпіаді 88 залишила великий спорт.

## Життєпис
Катаріна Вітт народилася 3 грудня 1965 року в місті Карл-Маркс-Штадт (зараз Хемніц), Німеччина у сім'ї агронома та інструктора з лікувальної гімнастики. У Катаріни був старший брат Аксель. Дитячий садок, який відвідувала Катаріна, знаходився неподалік від ковзанки, тому займатися фігурним катанням вона почала з 5 років. У дев'ятирічному віці привернула увагу відомого німецького тренера Ютти Мюллер, яка розгледіла у ній майбутню чемпіонку. 1979 року Вітт зайняла 10-те місце на чемпіонаті світу, а в 1980 отримала свою першу нагороду, посівши перше місце на чемпіонаті НДР.

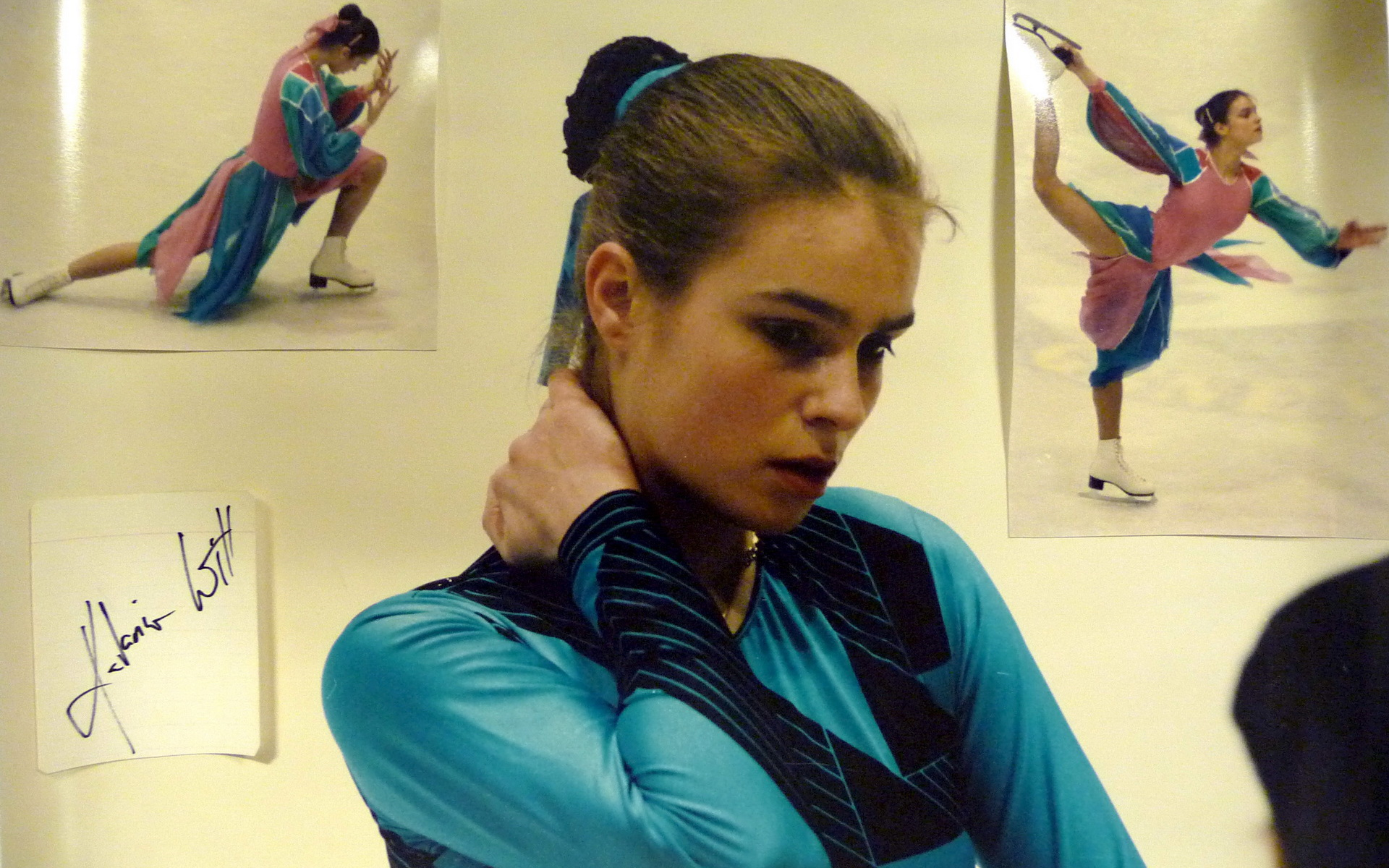
Катаріна Вітт, 1982

У 1980х роках Катаріна Вітт була головною спортивною фігурою серед жінок. На Олімпіаді 1984, а також 1988 років Катаріна виграла золоту медаль для східної Німеччини.
Після припинення активних виступів у спорті, Катаріна зайнялася підприємницькою діяльністю, знімалася в кіно і телевізійних програмах, вела спортивні телепередачі. У 1988 повністю перейшла в сферу професійного спорту.
У 1998 році вийшов фільм «Ронін», в якому Катаріна зіграла разом з Робертом Де Ніро. Крім того Катаріна знімалася для журналу «Плейбой». У 1990 була удостоєна нагороди «Еммі» за участь у фільмі "Carmen on Ice". 1995 року Катаріна Вітт отримала нагороду ім. Джона Торпа за успіхи, досягнуті в професійному спорті.

## Спортивні досягнення
| Міжнародні                 | Міжнародні | Міжнародні | Міжнародні | Міжнародні | Міжнародні | Міжнародні | Міжнародні | Міжнародні | Міжнародні | Міжнародні | Міжнародні |
| Event                      | 1978–79    | 1979–80    | 1980–81    | 1981–82    | 1982–83    | 1983–84    | 1984–85    | 1985–86    | 1986–87    | 1987–88    | 1993–94    |
| -------------------------- | ---------- | ---------- | ---------- | ---------- | ---------- | ---------- | ---------- | ---------- | ---------- | ---------- | ---------- |
| Зимові Олімпійські ігри    |            |            |            |            |            | 1          |            |            |            | 1          | 7          |
| Чемпіонат світу            |            | 10         | 5          | 2          | 4          | 1          | 1          | 2          | 1          | 1          |            |
| Чемпіонат Європи           | 14         | 13         | 5          | 2          | 1          | 1          | 1          | 1          | 1          | 1          | 8          |
| Skate Canada International |            |            |            |            |            | 1          |            |            |            |            |            |
| NHK Trophy                 |            |            | 2          |            | 1          |            |            |            | 1          | 1          |            |
| Національні                |            |            |            |            |            |            |            |            |            |            |            |
| Чемпіонат НДР              | 3          | 2          | 1          | 1          | 1          | 1          | 1          | 1          | 1          | 1          |            |
| Чемпіонат Німеччини        |            |            |            |            |            |            |            |            |            |            | 2          |